# گوستاو گیمسا
گوستاو گیمسا (آلمانی: Gustav Giemsa؛ ۲۰ نوامبر ۱۸۶۷ – ۱۰ ژوئن ۱۹۴۸) یک شیمی‌دان اهل آلمان بود.